# Trận Magnesia
Trận Magnesia nổ ra năm 190 TCN gần Magnesia ad Sipylum, trên vùng đất của Lydia (ngày nay là Thổ Nhĩ Kỳ) giữa người La Mã do chấp chính quan Lucius Cornelius Scipio và người anh trai nổi tiếng là tướng Scipio Africanus, cùng với đồng minh Eumenes II của Pergamon chống lại quân đội của Antiochos III Đại đế của vương quốc Seleukos. Kết quả là chiến thắng của La Mã quyết định cho sự kết thúc cuộc xung đột nhằm làm chủ Hy Lạp.
Chúng ta biết chủ yếu về trận chiến này qua sách của các sử gia Livy và Appian.

## Bối cảnh
Antiochos đã bị đuổi khỏi Hy Lạp sau khi chinh chiến thất bại tại trận Thermopylae. Hạm đội của La Mã cùng với Rodós và các đồng minh đánh bại hạm đội Seleukos cho phép quân La Mã vượt qua Hellespont. Nơi giao chiến được chuyển đến châu Á với một quan chấp chính mới Lucius Cornelius Scipio Asiaticus, em trai của Scipio Africanus người đi kèm với ông ta như là người đại diện. Antiochos đã được đi kèm theo cùng với kẻ thù cũ của Africanus, Hannibal, người đang tị nạn ở chỗ ông.

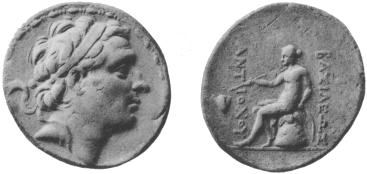
Đồng bạc của Antiochus III Đại đế.

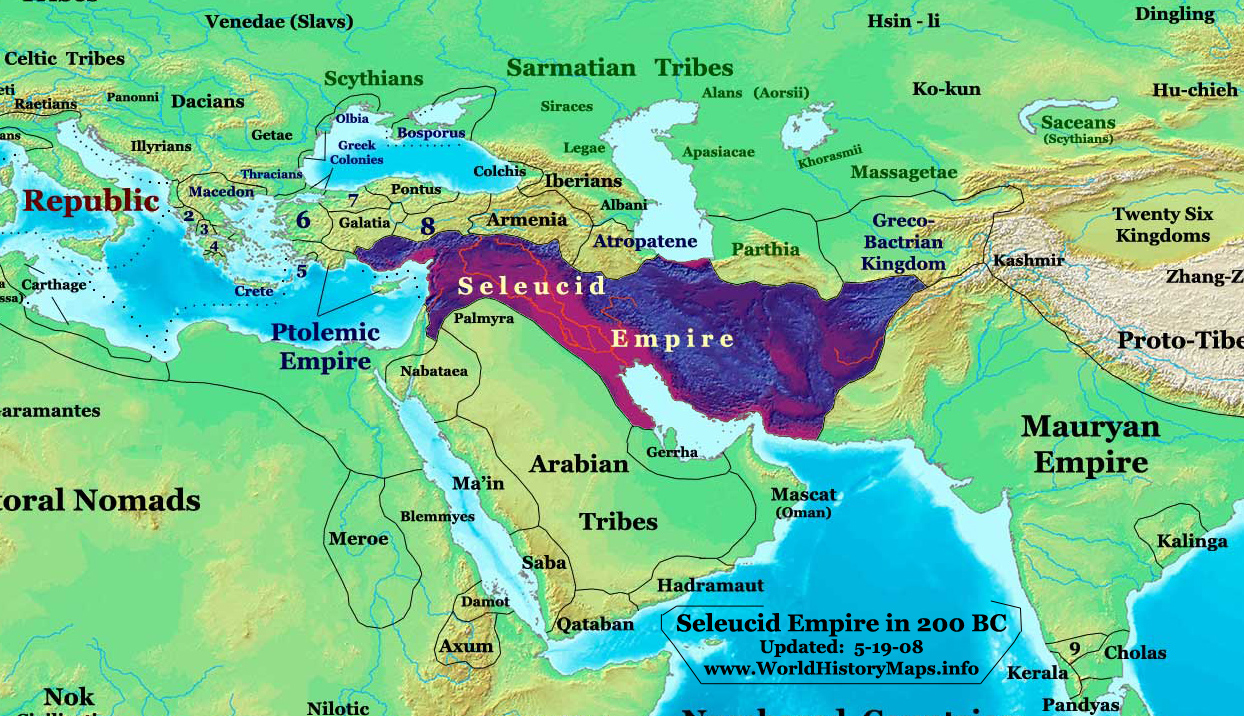
Đế quốc Seleukos vào thời điểm năm 200 TCN (trước khi bành trướng vào Anatolia và Hy Lạp).

Sau thất bại tại Hy Lạp, Antiochos đã thiết lập lại quân đội của mình ở Tiểu Á, nơi ông thiết lập một trại có hào bảo vệ quanh Sardis và hạm đội của ông đóng tại Ephesos. Theo Grainger, ông đã có hai đội hình phalanx: một đội gồm 10000 quân chuyên nghiệp và một đội gồm 16000 quân bán chuyên nghiệp, cả thảy 26000 người, 3000 người Galatian và 4700 lính bộ binh nhẹ. Antiochos còn có 6000 kị binh cataphract và 2000 kị binh nặng khác: các kị binh cận vệ hoàng gia (agema) và 2500 kị binh Galatia mang giáp che phủ. Bên cạnh đó, các đội quân Seleukos dường như cũng đã có 500 kị binh nhẹ Hy Lạp và 1.200 kị binh bắn cung du mục thảo nguyên, mà có thể nhiều hơn tổng số 12000 kị binh. Antiochos cũng bày ra scythed chariots, 54 voi và một đơn vị lạc đà bắn cung Ả Rập. Cánh trái của ông bố trí với một quân đoàn Tarentine, 2,500 kỵ binh Gallograecian, 1,000 lính Crete mới gia nhập, 1,500 người Caria và Cilicia vũ trang tương tự, và số lượng tương tự của người Tralles. Sau đó, là đến 4000 lính phóng lao, người Pisidia, Pamphylia và Lydia, bên cạnh quân Cyrtia và Elymaea với số lượng tương tự với số lượng bên cánh phải, và cuối cùng là mười sáu con voi với một khoảng cách ngắn. Antiochus giữ lại quyền chỉ huy kị binh bên cánh phải cho bản thân mình, con trai Seleukos và cháu trai Antipatros của ông chỉ huy bên trái. Philip, chỉ huy những con voi,còn chỉ huy lực lượng phalanx, và Mendis và Zeuxis là lính trang bị nhẹ
Bên phía đồng minh đối diện có 2 quân đoàn Lê dương gồm khoảng 20.000 người La Mã và bộ binh Ý và 6000 lính Hy Lạp chủ yếu là bộ binh nhẹ cùng với khoảng 5000 kị binh và 16 voi chiến. Đằng sau họ, Scipio đã giữ 16 con voi của ông ở trong lực lượng dự bị, ông nhận thức đầy đủ rằng những chú voi châu Phi không thể phải đối mặt với số lượng lớn hơn những con voi Ấn Độ một cách bình đẳng. Bên cánh phải Scipio bố trí quân đội đồng minh Pergamenese dưới quyền Eumenes và lính phóng lao Achaea.

## Trận đánh
Người La Mã mong trận đánh này xảy ra, trước khi một quan chấp chính mới được gửi đền từ La Mã và mùa đông sẽ ngăn cản chiến dịch. Scipio đã thành công trong việc vượt sông và thiết lập một trại chỉ khoảng 4 km từ trại của Antiochos III. Sự cao tay của Scipio ở chỗ con sông sẽ bảo vệ cánh trái của quân đội ông. Nơi ông sẽ cho nghỉ ngơi những quân đoàn được bố trí của mình. Trừ bốn đội hình (turmae) tất cả kị binh của phe đồng minh đều ở bên cánh phải khi trận chiến bắt đầu.
Như tất cả các trận chiến cổ đại khác, sự khác nhau giữa các nguồn là điều có thể. Theo Appian, trận đánh diễn ra đầu tiên ở bên cánh trái của quân Seleukos với một cuộc tấn công thất bại của các chiến xa Seleukos, mà đã phá vỡ sự bố trí kị binh Seleukos bên cánh đó. Cùng lúc đó, có một cuộc đột kích của kị binh Seleukos bên cánh phải dưới sự chỉ huy trực tiếp của vua Antiochos, mà đã đánh lui bộ binh của phe liên minh, và dẫn đến một cuộc truy kích của kị binh Seleukos, rời khỏi chiến trường mà không tấn công doanh trại La Mã. Vua Eumenes đồng minh của người La Mã, chỉ huy kị binh của phe liên minh - La Mã bên cánh phải phản công lại cánh trái của quân Seleukos, vốn đã rối loạn bởi chiến xa Seleukos, và phá vỡ nó. Ở trung tâm của trận đánh, quân Seleukos đã dàn đội hình phalanx và voi chiến ở giữa. Họ dường như thực sự chưa tham gia trận đánh và sớm bị bao vây bởi lực lượng kị binh của kẻ thù. Đội hình hình vuông phải đối phó với tất cả các phía. Các phallangitai đã cố gắng để mở được đường thoát khỏi chiến trường nhưng những nỗ lực của họ đã không thành công. Họ tan vỡ khi những con voi sợ hãi. Cuối cùng, doanh trại của quân Seleukos thất thủ.

## Kết cục
Sau khi một hiệp ước đình chiến được sắp xếp giữa Antiochos và La Mã, quân đội La Mã tiến hành một chiến dịch chống lại người Galatia.